# Halal

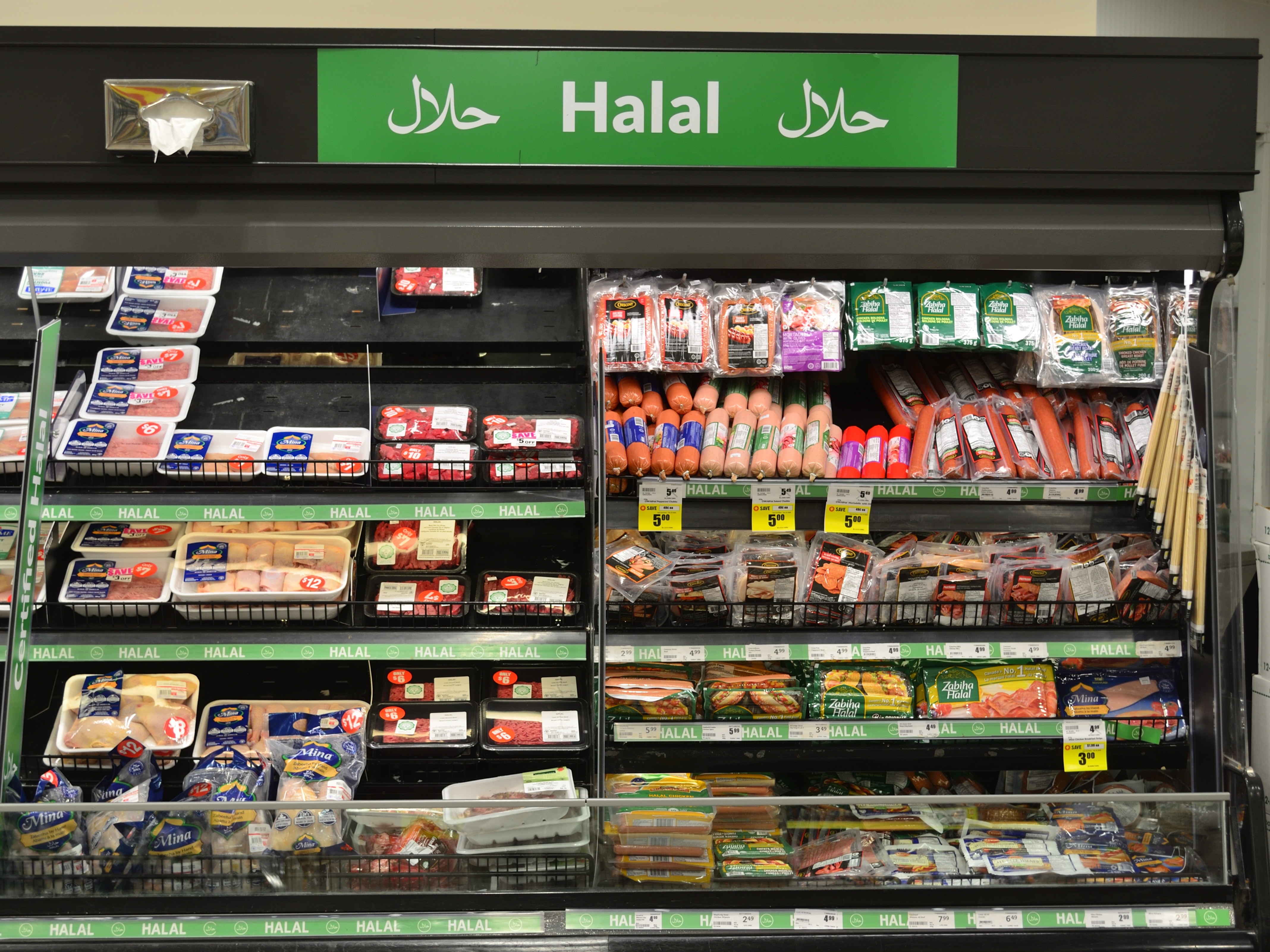
Secció de carn halal en un supermercat FreshCo al Canadà.

Halal (de l'àrab حلال, ḥalāl, ‘cosa lícita’, ‘acte legítim’) designa, dins de l'islam, tot el que està permès des d'un punt de vista religiós, al contrari del que és haram, ‘prohibit’ (dins de la llei islàmica). El concepte inclou el comportament, la parla, la vestimenta, la conducta i les normes que concerneixen l'alimentació. Tanmateix, dins del món musulmà no hi un acord unànime sobre el que es considera halal. A Occident es fa servir per referir-se principalment als aliments preparats segons la xaria o la llei islàmica.

## Halal en alimentació
A l'Alcorà hi ha moltes referències directes sobre allò que és haram, és a dir una substància no indicada o nociva per l'home i, per tant, prohibida, com ara la carn de porc, la sang, la carronya i les substàncies tòxiques (on s'inclou en general l'alcohol), entre d'altres.
Tot i així, a l'Alcorà també s'hi especifica que els musulmans que no tinguin aliments lícits al seu abast poden consumir productes no halal. La sura 2:173 diu: «Però si algú es veu necessitat [a menjar allò prohibit] —no pel desig o per contradir—, aquest no peca. Al·là és sempre Perdonador, Misericordiós!»
Igualment, també s'hi assenyala que els musulmans poden consumir els aliments de la Gent del Llibre, és a dir, els cristians i els jueus (sempre que no es tracti d'aliments prohibits) i que aquests poden consumir els aliments dels musulmans. De fet, hi ha moltes similituds entre les normes alimentàries musulmanes i les directives caixer del judaisme.
Malgrat tot, existeixen diverses interpretacions del halal segons les diferents comunitats islàmiques, on hi varia el grau de restricció o permissivitat. De la mateixa manera tampoc hi ha un consens absolut pel que fa a la classificació de certes substàncies, com per exemple l'alcohol, que segons l'època o la civilització s'ha considerat lícit o no.

### Halal dhabiha
És la variant més practicada, preponderant en les comunitats sunnites. Els seus seguidors consideren que perquè un aliment pugui ser considerat halal no pot tractar-se de cap substància prohibida i que la carn ha de provenir d'animals sacrificats segons les pautes indicades a la Sunna, anomenades dhabiha, ‘sacrifici’. La dhabiha s'ha d'aplicar a tots els animals, amb l'excepció de peixos i marisc, que ja es consideren halal.
La dhabiha estableix que el sacrifici de l'animal s'ha de realitzar mitjançant una ràpida incisió a l'esquena feta amb un ganivet afilat, tallant la vena jugular i la caròtide, però deixant intacta l'espina dorsal. L'objectiu d'aquesta tècnica és permetre un major drenatge de la sang, aconseguint una major higiene a la carn, i minimitzant el dolor i l'agonia de l'animal.

### Halal bàsmala
Els seus practicants consideren que no cal seguir totes les regles de la dhabiha i que, sempre que no es tracti d'una substància prohibida, l'aliment esdevé halal si hom pronuncia la bàsmala abans de menjar-lo. La bàsmala consisteix en dir la fórmula bi-smi-L·lahi ar-rahmani ar-rahimi (‘en el nom de Déu, el Clement, el Misericordiós’).